# Westport (Oregon)
Westport – jednostka osadnicza w Stanach Zjednoczonych, w stanie Oregon, w hrabstwie Clatsop.